# Leichtathletik-Weltmeisterschaften 2005/1500 m der Frauen

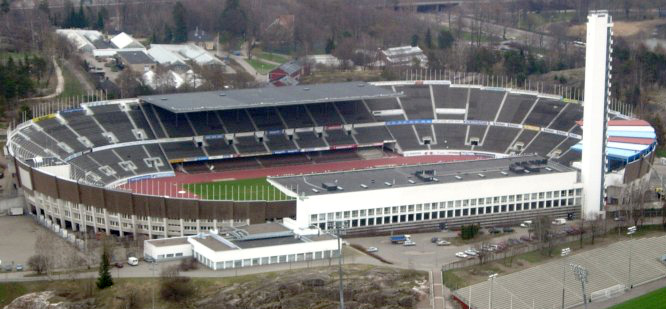
Das Olympiastadion in Helsinki im Mai 2005

Der 1500-Meter-Lauf der Frauen bei den Leichtathletik-Weltmeisterschaften 2005 wurde am 12. und 14. August 2005 im Olympiastadion der finnischen Hauptstadt Helsinki ausgetragen.
In diesem Wettbewerb gab es einen russischen Doppelsieg. Weltmeisterin wurde die Titelverteidigerin und Olympiazweite von 2004 Tatjana Tomaschowa. Sie gewann vor Olga Jegorowa, die 2001 Weltmeisterin über 5000 Meter war. Bronze ging an die Französin Bouchra Ghezielle.
In dem nicht besonders schnellen Finalrennen wurde es am Ende besonders eng im Kampf um die Bronzemedaille. Die viertplatzierte Russin Jelena Sobolewa verfehlte Bronze nur um drei Hundertstelsekunden. Auf Rang fünf folgte Maryam Yusuf Jamal aus Bahrain, die nur eine weitere Hundertstelsekunde zurücklag.

## Bestehende Rekorde
| Weltrekord | 3:50,46 min | Qu Yunxia          | Peking, Volksrepublik China  | 11. September 1993 |
| WM-Rekord  | 3:58,52 min | Tatjana Tomaschowa | WM 2003 in Paris, Frankreich | 31. August 2003    |

Der bestehende WM-Rekord wurde bei diesen Weltmeisterschaften nicht eingestellt und nicht verbessert.

## Dopinghinweis
Sämtliche Medaillengewinnerinnen dieses Rennens – Tatjana Tomaschowa (Russland), Olga Jegorowa (Russland) und Bouchra Ghezielle (Frankreich) – sowie die viertplatzierte Russin Jelena Sobolewa hatten im späteren Verlauf ihrer Karrieren Sperren wegen Dopings hinzunehmen.

## Vorrunde
Die Vorrunde wurde in zwei Läufen durchgeführt. Die ersten fünf Athletinnen pro Lauf – hellblau unterlegt – sowie die darüber hinaus zwei zeitschnellsten Läuferinnen – hellgrün unterlegt – qualifizierten sich für das Finale.

### Vorlauf 1

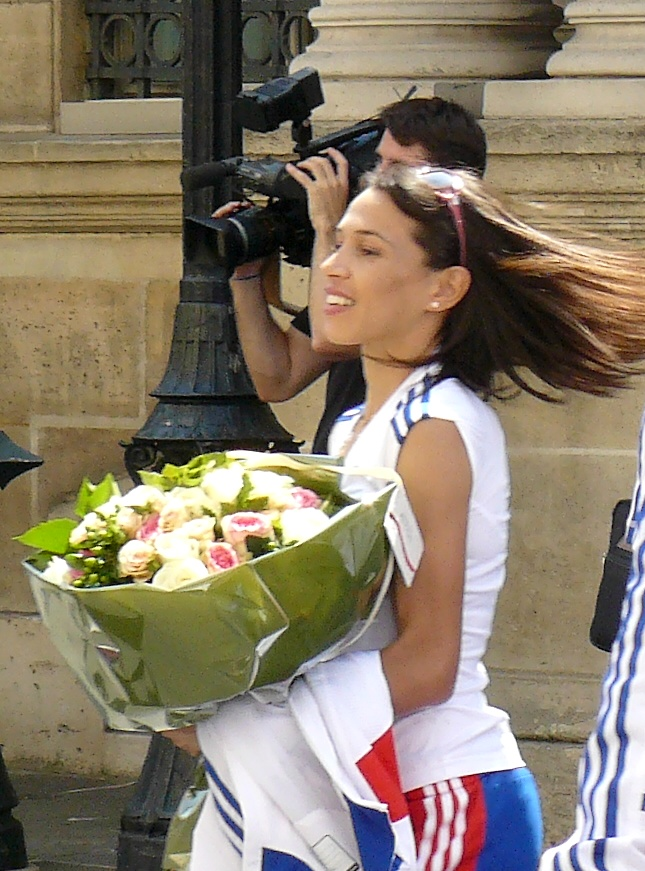
Um einen Rang verfehlte Hind Dehiba als Sechste ihres Vorlaufs den Finaleinzug
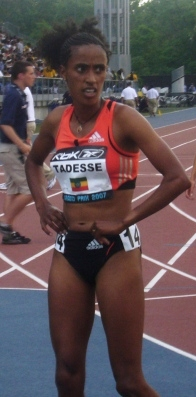
Mestawat Tadesse – auf Rang dreizehn im ersten Vorlauf allzu deutlich zurück

12. August 2005, 20:15 Uhr
| Platz | Name               | Nation       | Zeit (min) |
| ----- | ------------------ | ------------ | ---------- |
| 1     | Maryam Yusuf Jamal | Bahrain      | 4:10,58    |
| 2     | Tatjana Tomaschowa | Russland     | 4:10,74    |
| 3     | Anna Jakubczak     | Polen        | 4:11,28    |
| 4     | Olga Jegorowa      | Russland     | 4:11,64    |
| 5     | Natalia Rodríguez  | Spanien      | 4:11,82    |
| 6     | Hind Dehiba        | Frankreich   | 4:12,23    |
| 7     | Alessja Turawa     | Belarus      | 4:14,21    |
| 8     | Eleonora Berlanda  | Italien      | 4:14,54    |
| 9     | Konstadina Efedaki | Griechenland | 4:15,00    |
| 10    | Nelya Neporadna    | Ukraine      | 4:15,46    |
| 11    | Nancy Jebet Langat | Kenia        | 4:16,13    |
| 12    | Treniere Moser     | USA          | 4:16,51    |
| 13    | Mestawat Tadesse   | Äthiopien    | 4:20,20    |
| DNS   | Nahida Touhami     | Algerien     |            |

### Vorlauf 2

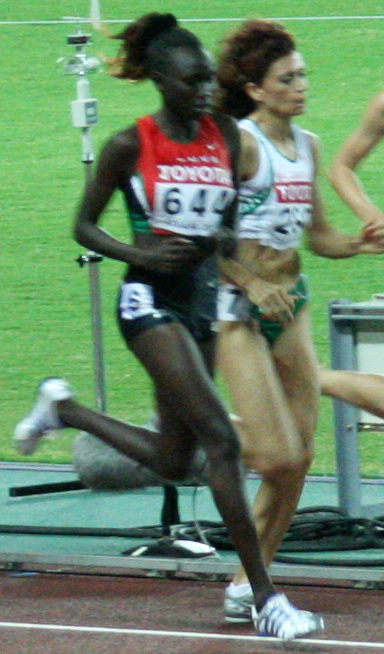
Daniela Jordanowa(rechts) schied als Neunte ihres Vorlaufs aus
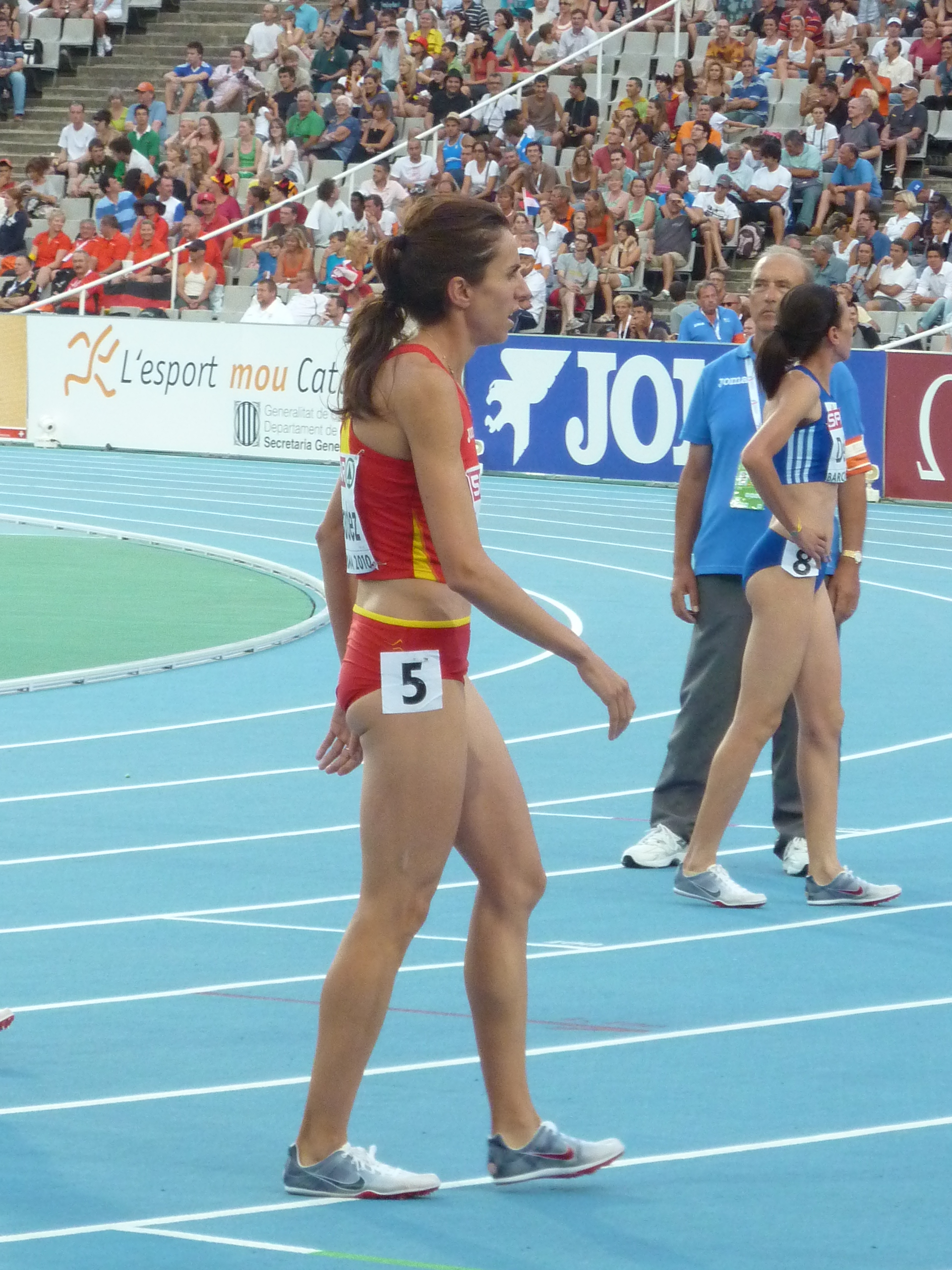
Nuria Fernández – ihr zwölfter Rang im zweiten Vorlauf war zu wenig, um im Finale dabei zu sein
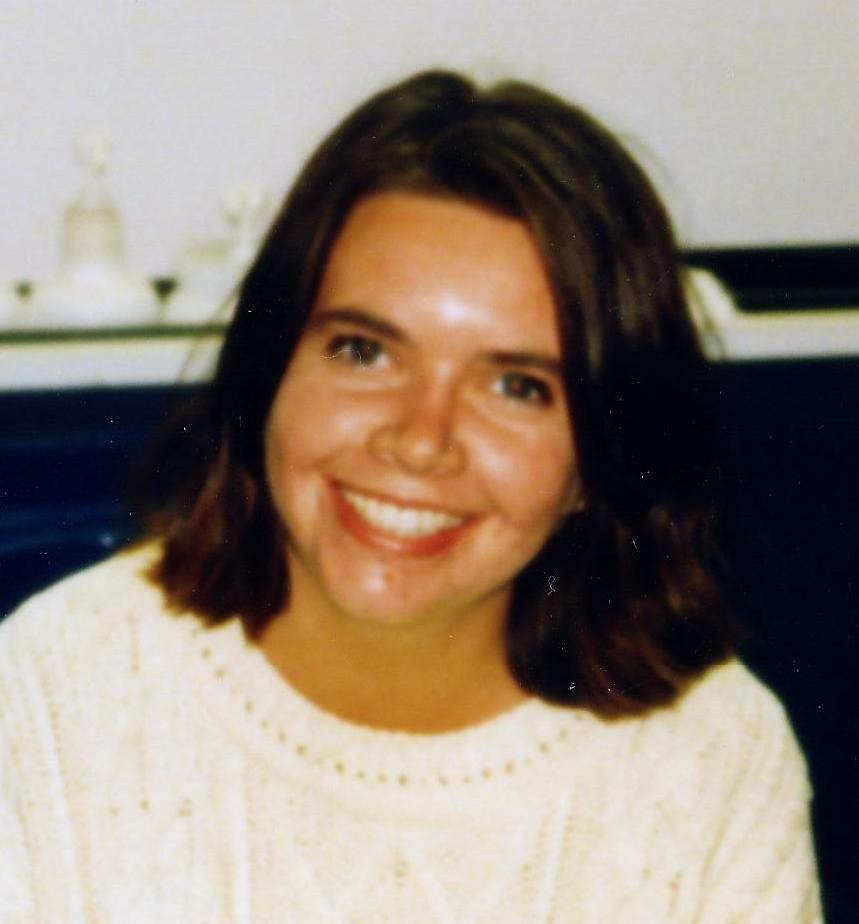
Trine Pilskog – Platz vierzehn in ihrem Vorlauf und damit nicht im Finale

12. August 2005, 20:24 Uhr
| Platz | Name                | Nation         | Zeit (min) |
| ----- | ------------------- | -------------- | ---------- |
| 1     | Julija Tschischenko | Russland       | 4:07,26    |
| 2     | Gelete Burka        | Äthiopien      | 4:07,35    |
| 3     | Jelena Sobolewa     | Russland       | 4:07,69    |
| 4     | Bouchra Ghezielle   | Frankreich     | 4:07,87    |
| 5     | Carmen Douma-Hussar | Kanada         | 4:08,73    |
| 6     | Irina Krakoviak     | Litauen        | 4:09,11    |
| 7     | Helen Clitheroe     | Großbritannien | 4:09,13    |
| 8     | Wioletta Janowska   | Polen          | 4:09,90    |
| 9     | Daniela Jordanowa   | Bulgarien      | 4:11,64    |
| 10    | Corina Dumbrăvean   | Rumänien       | 4:12,35    |
| 11    | Maria Martins       | Frankreich     | 4:14,12    |
| 12    | Nuria Fernández     | Spanien        | 4:14,45    |
| 13    | Johanna Lehtinen    | Finnland       | 4:15,44    |
| 14    | Trine Pilskog       | Norwegen       | 4:18,63    |
| 15    | Sonia Lopes         | Kap Verde      | 4:51,29    |

## Finale
14. August 2005, 19:55 Uhr
Die zunächst zweitplatzierte Russin Julija Tschischenko wurde nach dem Rennen disqualifiziert, weil sie Maryam Yusuf Jamal absichtlich behindert hatte.

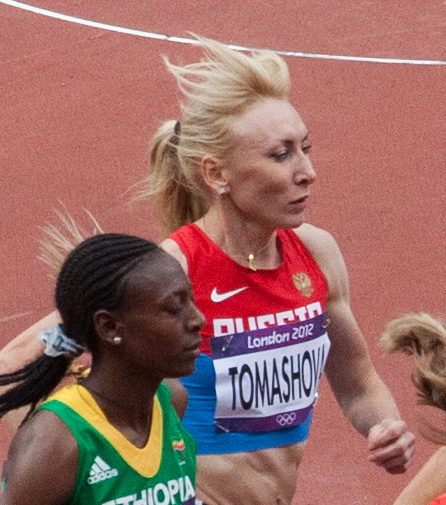
Zweiter WM-Titel für Tatjana Tomaschowa, 2004 Olympiazweite

| Platz | Name                | Nation         | Zeit (min)                    |
| ----- | ------------------- | -------------- | ----------------------------- |
| 1     | Tatjana Tomaschowa  | Russland       | 4:00,35                       |
| 2     | Olga Jegorowa       | Russland       | 4:01,46                       |
| 3     | Bouchra Ghezielle   | Frankreich     | 4:02,45                       |
| 4     | Jelena Sobolewa     | Russland       | 4:02,48                       |
| 5     | Maryam Yusuf Jamal  | Bahrain        | 4:02,49                       |
| 6     | Natalia Rodríguez   | Spanien        | 4:03,06                       |
| 7     | Anna Jakubczak      | Polen          | 4:03,38                       |
| 8     | Gelete Burka        | Äthiopien      | 4:04,77                       |
| 9     | Carmen Douma-Hussar | Kanada         | 4:05,08                       |
| 10    | Helen Clitheroe     | Großbritannien | 4:05,19                       |
| 11    | Irina Krakoviak     | Litauen        | 4:08,18                       |
| DSQ   | Julija Tschischenko | Russland       | IAAF Rule 163.2 – Behinderung |

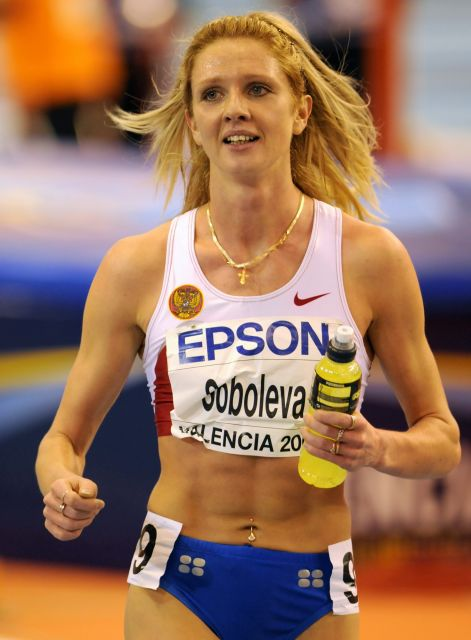
Jelena Sobolewa belegte Rang vier
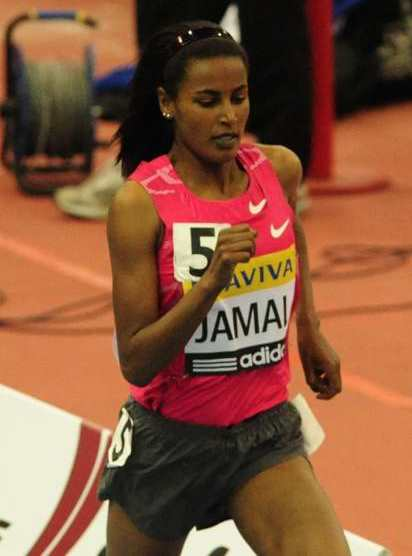
Maryam Yusuf Jamal kam auf den fünften Platz
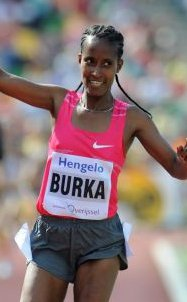
Die achtplatzierte Gelete Burka

## Video
- 2005 World Championship Women's 1500m, youtube.com, abgerufen am 7. Oktober 2020